# الن کی
الن کی (انگلیسی: Alan Kay؛ زاده ۱۷ مهٔ ۱۹۴۰) یک دانشمند رایانه اهل ایالات متحده آمریکا است. او به عنوان عضو آکادمی هنر و علوم آمریکا، آکادمی ملی مهندسی و انجمن سلطنتی هنر انتخاب شده است. او بیشتر به خاطر پیشگامی در زمینه برنامه‌نویسی شیءگرا و طراحی رابط کاربر گرافیکی پنجره رایانه (GUI) شناخته شده است. او در زیراکس پارک رهبری طراحی و توسعه اولین رابط کاربری مدرن پنجره‌ای رایانه رومیزی را بر عهده داشت. در آنجا او همچنین رهبری توسعه زبان برنامه‌نویسی شی‌گرای تأثیرگذار اسمال‌تاک را بر عهده داشت، که هم شخصاً بیشتر نسخه‌های اولیه این زبان را طراحی کرد و هم اصطلاح "شی‌گرا" را ابداع نمود.
او قبل از بسته شدن مؤسسه تحقیقاتی دیدگاه‌ها در سال ۲۰۱۸ رئیس این موسسه و استاد کمکی علوم رایانه در دانشگاه کالیفرنیا، لس‌ آنجلس بود.
وی همچنین برنده جوایزی همچون جایزه تورینگ شده است.
کی همچنین یک گیتاریست حرفه‌ای جاز، آهنگساز، طراح تئاتر و یک نوازنده کلاسیک ارگ بادی است.

## اوایل زندگی
خانواده کی که اصالتاً اهل اسپرینگفیلد، ماساچوست بودند، به دلیل شغل پدرش در فیزیولوژی، چندین بار نقل مکان کردند و در نهایت در منطقه کلان‌شهری نیویورک ساکن شدند.
او در دبیرستان فنی بروکلین تحصیل کرد. پس از کسب واحدهای درسی کافی برای فارغ‌التحصیلی، به کالج بتنی در بتنی، ویرجینیای غربی رفت و در آنجا در رشته زیست‌شناسی و ریاضیات به عنوان رشته فرعی تحصیل کرد.

## حرفه
کی سپس به مدت یک سال در دنور، کلرادو گیتار تدریس کرد. او به ارتش ایالات متحده فراخوانده شد، سپس برای آموزش افسری در نیروی هوایی ایالات متحده واجد شرایط شد، جایی که پس از قبولی در آزمون استعداد، برنامه‌نویس رایانه شد.